# Daniel Kaplan (1980)
Daniel Kaplan (* 24. ledna 1980) je bývalý český fotbalista, obránce.

## Fotbalová kariéra
V české lize hrál za SK Hradec Králové. Nastoupil ve 3 ligových utkáních. Gól v lize nedal.

## Ligová bilance
| Ročník                 | Zápasy | Góly | Klub              |
| ---------------------- | ------ | ---- | ----------------- |
| Gambrinus liga 2002/03 | 3      | 0    | SK Hradec Králové |
| LIGA CELKEM            | 3      | 0    |                   |